# Kortsvansat piggsvin
Kortsvansat piggsvin (Hystrix brachyura) är en däggdjursart som beskrevs av Carl von Linné 1758. Hystrix brachyura ingår i släktet egentliga piggsvin och familjen jordpiggsvin.
Inga underarter finns listade i Catalogue of Life. Wilson & Reeder (2005) skiljer däremot mellan 5 underarter.
Arten når en kroppslängd (huvud och bål) av 56 till 73,5 cm, en svanslängd av 8 till 11,5 cm och en vikt av 10 till 18 kg. Den har 7,5 till 9,3 cm långa bakfötter och 2,5 till 3,8 cm stora öron. På främre bålen är taggarna bruna med vita spetsar vad som syns som vita streck. De långa taggarna på bakkroppen är däremot vita med en brun sektion i mitten. De ihåliga taggarna på svansen är 20 till 30 cm långa och de frambringar ett skallrande läte när de skakas. Hos honor förekommer tre par spenar.
Piggsvinet förekommer i Sydostasien från östra Nepal och sydöstra Kina över Malackahalvön till Sumatra och Borneo. Arten vistas där i låglandet och i upp till 1300 meter höga bergstrakter. Habitatet varierar mellan skogar, gräsmarker och jordbruksmark. Den bygger boet i skyddet av stenar eller bergssprickor.
I boet lever en liten grupp som oftast är en familj. Kortsvansat piggsvin är aktiv på natten och äter rötter, rotfrukter, bark, gröna växtdelar och frukter som ligger på marken. Individerna som känner sig hotade skallrar med svansen och trummar med foten på marken. De kan även hoppa baklänges och såra fienden med bakkroppens taggar. Honor har upp till två kullar per år. Efter cirka 110 dagar dräktighet föds oftast tvillingar och ibland tre ungar.
Arten jagas för köttets och för andra kroppsdelars skull som används i den traditionella asiatiska medicinen. Beståndet påverkas även av landskapsförändringar. Kortsvansat piggsvin hittas i flera nationalparker och i andra naturskyddsområden. IUCN kategoriserar arten globalt som livskraftig.